# 阿爾布雷希特·沃夫岡 (霍恩洛厄-朗根堡)
阿爾布雷希特·沃夫岡（德語：Albrecht Wolfgang，1659年7月6日—1715年4月17日），霍恩洛厄-朗根堡伯爵，海因里希·腓特烈的長子，1699年至1715年在位。

## 家庭
1686年，阿爾布雷希特·沃夫岡與拿騷-薩爾布魯根伯爵古斯塔夫·阿道夫的女兒索菲·阿瑪莉埃結婚，兩人共有3子4女：
1. 艾蕾諾拉（1687年—1701年），早逝
2. 路德維希（1696年—1765年），霍恩洛厄-朗根堡親王
3. 夏洛特（1697年—1743年）
4. 克里斯蒂安（1699年—1719年）
5. 阿爾貝蒂娜（1701年—1773年）
6. 弗蕾德里克（1702年—1734年）
7. 卡爾·腓特烈（1706年—1718年），早逝